# タリス・スコラーズ
タリス・スコラーズ（The Tallis Scholars）は、イギリスの声楽アンサンブル。アカペラによる演奏のみを行う。指揮者はピーター・フィリップス。

## 概要
1973年に設立され、男女混声の10名程度のメンバーを中心にルネサンス音楽、ミサ曲やモテットなどの宗教合唱曲をレパートリーに持つ。特に、トマス・タリスなどのイギリス、ジョスカン・デ・プレなどのフランドル楽派、パレストリーナやアレグリなどのイタリア、ヴィクトリアなどのスペインのルネサンス期の作曲家の作品を得意とする。
「Gimmel」というレーベルで多数の録音を出すほか、ヨーロッパ、アメリカ、日本など世界的なコンサート活動を行ってきた。特に、ジョスカン・デ・プレのミサ曲の録音は、1987年「GRAMOPHONE」誌Record of the Year（全クラシック音楽レコーディングの最優秀賞）に選ばれ、古楽としてはこの賞に選ばれた唯一の録音となっている。